# Pyrotechniek

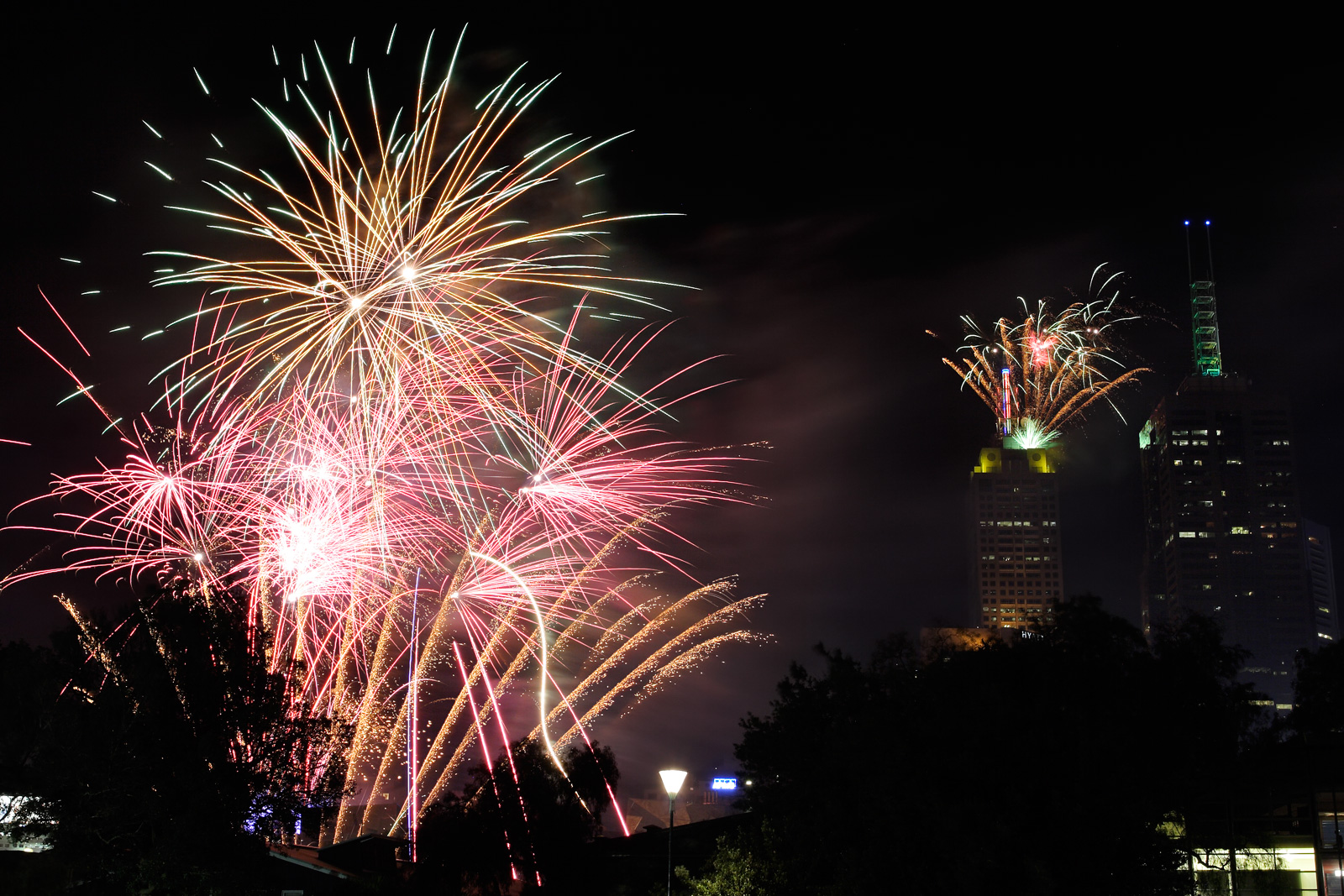
Vuurwerk

Pyrotechniek is de bij  productie van vuurwerk benodigde en gebruikte techniek. Andere processen waarbij een snelle of explosieve verbranding plaatsvindt worden ook tot de pyrotechniek gerekend. Een voorbeeld hiervan is het opblaasmechanisme van de airbag. Een pyrotechnicus is iemand die is gespecialiseerd in het uitvoeren van pyrotechniek, waar het maken en afschieten van vuurwerk onder valt. Hobby-pyrotechniek is in Nederland zonder vergunning verboden.